# باوندنامه
باوندنامه کتابی به زبان طبری بود که گویا تاریخ منظوم طبرستان در قرن‌های ۵ و ۶ هجری قمری بوده‌است. نویسنده کتاب ناشناس و متن آن نایاب است.